# Jukka Lehtovaara
Jukka Lehtovaara (Turku, 15 de março de 1988) é um jogador de futebol finlandês que atua como goleiro.
Em 8 de Dezembro de  2014, assinou um contrato de dois anos com o FC Inter Turku.

## Títulos
- Copa da Finlândia: 2010.
- Copa da Liga da Finlândia: 2012.
- Goleiro do ano da Veikkausliiga: 2007, 2009 e 2010.